# منتخب لبنان لكرة الطائرة للرجال
منتخب لبنان لكرة الطائرة للرجال  هو ممثل لبنان الرسمي في المنافسات الدولية في كرة طائرة في فئة كرة الطائرة للرجال. 